# Arcos (Tabuaço)
Arcos ist eine Gemeinde (Freguesia) im portugiesischen Kreis Tabuaço. In ihr leben 163 Einwohner (Stand 19. April 2021).